# Fumiaki Tanaka

a Compétitions nationales et continentales officielles uniquement.

b Matchs officiels uniquement.
Dernière mise à jour le 18 juillet 2018.
Fumiaki Tanaka (田中 史朗, Tanaka Fumiaki), né le 3 janvier 1985 à Kyoto, est un joueur japonais de rugby à XV jouant au poste de demi de mêlée avec l'équipe du Japon depuis 2008 et avec la franchise japonaise de Super Rugby des Sunwolves à partir de 2017.

## Biographie
Fumiaki Tanaka est le premier joueur japonais à jouer en NPC et en Super 15.
À la fin de la saison 2015-2016 de Top League, il est retenu dans l'équipe type de la compétition.

## Palmarès

### En club
- Vainqueur de la Top League : 2011, 2014, 2015, 2016
- Vainqueur du All Japan Championship : 2008,  2009,  2010,  2014,  2016
- Finaliste de la Top League :  2008, 2009, 2010, 2012
- Finaliste du All Japan Championship : 2011, 2012

### En équipe nationale
- Vainqueur du Pacific Nations Cup : 2011.
- Vainqueur du Tournoi des cinq nations asiatique : 2008, 2009, 2010, 2011, 2012.

### Distinctions personnelles
- Membre de l'équipe type du Championnat du Japon en 2016

## Statistiques en équipe nationale
- 67 sélections
- 40 points (8 essais)
- Sélections par année : 8 en 2008, 6 en 2009, 8 en 2010, 9 en 2011, 2 en 2012, 8 en 2013, 3 en 2014, 9 en 2015, 5 en 2016, 6 en 2017, 3 en 2018
- En Coupe du monde :
  - 2011 : 3 matchs (France, Tonga et Canada)
  - 2015 : 4 matchs (Afrique du Sud, Ecosse, Samoa et USA)